# Никольское (Завьяловский район)
Никольское — деревня в Завьяловском районе Удмуртской Республики Российской Федерации.

## География
Находится на Бабинском тракте, в 29 км к юго-востоку от центра Ижевска и в 19 км к югу от Завьялово.

## История
До 25 июня 2021 года входило в состав Бабинского сельского поселения, упразднённое в связи с преобразованием муниципального района в муниципальный округ.

## Население
| 2010 | 2012 |
| ---- | ---- |
| 0    | →0   |

## Инфраструктура
Личное подсобное хозяйство.

## Транспорт
Деревня доступна автотранспортом.